# 서맨사 아키네니
서맨사 아키네니(Samantha Akkineni, 1987년 4월 28일 ~ )는 인도의 배우, 모델이다.

## 출연 작품
- 마하나티 (2018)
- 메르살 (2017)
- 24 (2016)
- 더 스파크 (2016)
- 카트시 (2014)
- 피어리스 (2014)
- 라마야 바스타바야 (2013)
- 자바다스 (2013)
- 시탐마 바키틀로 시리말레 체투 (2013)
- 나는 파리다 (2012)
- 니단 엔 폰바산담 (2012)
- 마이 하트 곤 썸웨어 (2012)
- 두쿠두 (2011)